# Cristianización de Iberia

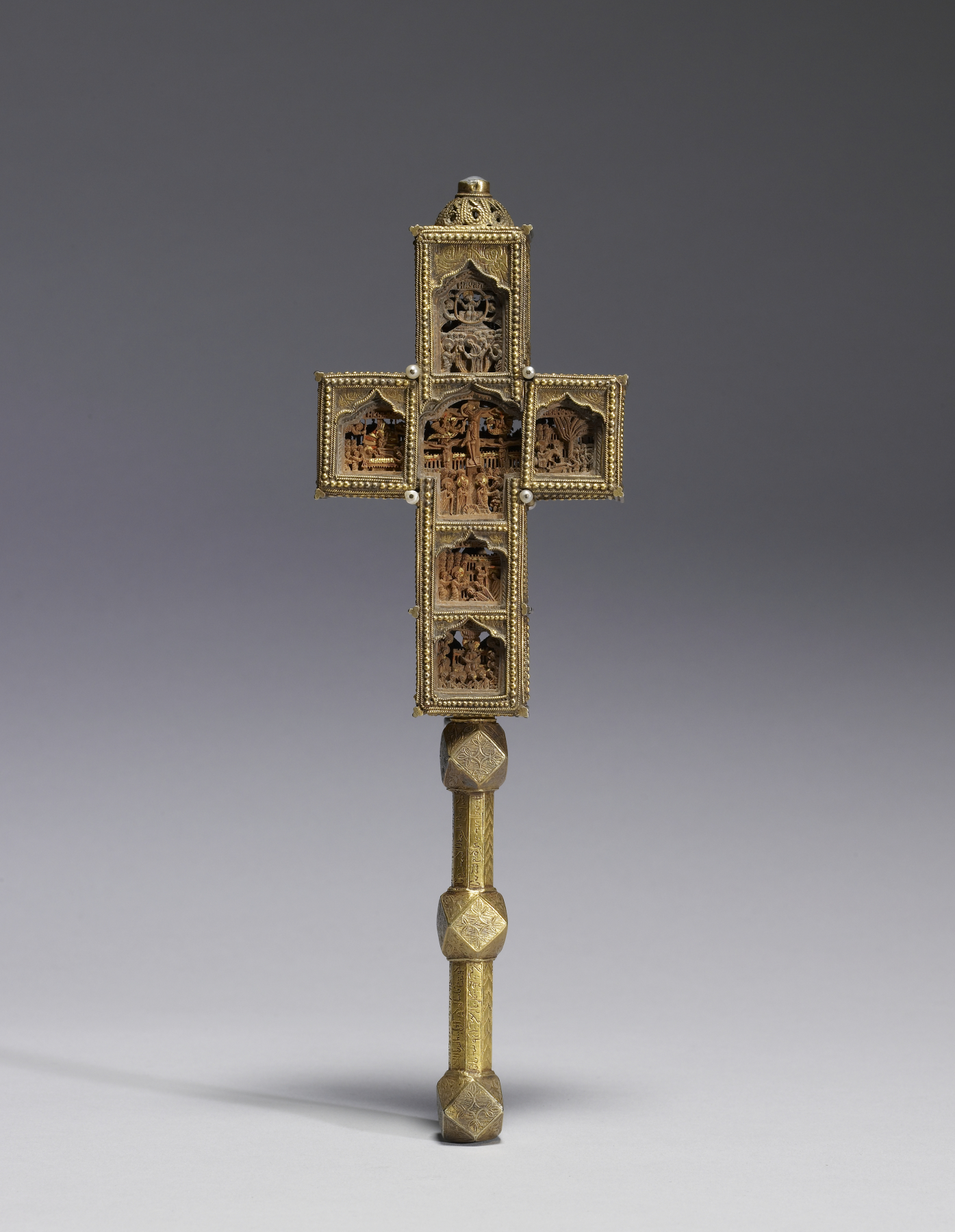
Cruz de bendición del patriarca católico Domentius IV de Georgia que muestra escenas de la entrada triunfal, crucifixión y ascensión de Jesús, el Tránsito de María, la resurrección de Lázaro de Betania y del Pentecostés. Se guarda en el Museo Walters (Baltimore, Estados Unidos).

La cristianización de Iberia (en georgiano: ქართლის გაქრისტიანება, romanización kartlis gakrist'ianeba) hace referencia a la difusión del cristianismo a principios del siglo IV por el sermón de santa Ninó en el antiguo reino georgiano de Kartli, conocido como Iberia en la antigüedad clásica, lo que dio lugar a que fuera declarada como religión de estado por el entonces rey pagano Mirian III de Iberia. 
Según Sozomen, esto llevó a la "grande y belicosa nación bárbara del rey a confesar a Cristo y a renunciar a la religión de sus padres", ya que los georgianos politeístas tenían ídolos antropomórficos establecidos desde hacía mucho tiempo, conocidos como "dioses de Kartli". El rey se convertiría en el principal patrocinador, arquitecto, iniciador y poder organizador de todos los procesos de construcción. Según Sócrates de Constantinopla, los "iberos abrazaron primero la fe cristiana" junto al abisinio, pero lo más probable es que Kartli se convirtiera en un segundo estado después del reino de Armenia, su antiguo vecino del sur, que abrazó oficialmente la nueva religión.
Los monarcas armenios y georgianos fueron de los primeros en todo el mundo en convertirse a la fe cristiana. Antes de la escalada de la rivalidad eclesiástica armeno-georgiana, y las controversias cristológicas, su cristianismo caucásico era extraordinariamente inclusivo, pluralista y flexible, algo que solo vio cómo se establecían las rígidas jerarquías eclesiológicas mucho más tarde, sobre todo cuando las iglesias "nacionales" cristalizaron a partir del siglo VI.
A pesar de la tremenda diversidad de la región, el proceso de cristianización fue un fenómeno panregional y transcultural en el Cáucaso, las zonas más energéticas y cosmopolitas de Eurasia a lo largo de la antigüedad tardía, lo suficientemente difícil como para situar a los georgianos y a los armenios de forma inequívoca dentro de una única gran civilización.
Los judíos de Mtskheta, la capital real de Kartli, que sí jugaron un papel importante en la cristianización del reino, darían un fuerte impulso a la profundización de los lazos entre la monarquía georgiana y la Tierra Santa, lo que llevó a una creciente presencia de georgianos en Palestina, como confirman las actividades de Pedro el Ibérico y otros peregrinos, registrado en las inscripciones de Bir el-Qutt, encontradas en el desierto de Judea junto a las antiguas pinturas georgianas de Nazaret y el Sinaí.
Iberia fue un factor en la pugna diplomacia entre los competitivos imperio romano y sasánida, y en ocasiones se convirtió en un actor importante en las guerras subsidiarias entre ambos. El reino de Iberia compartía también muchas instituciones y conceptos con los vecinos iraníes, estando físicamente conectada a su "mancomunidad iraní" desde el periodo aqueménida a través del comercio, la guerra o el matrimonio. La adopción del cristianismo significó que el rey Mirian III hizo una elección cultural e histórica con profundas implicaciones internacionales, aunque su decisión nunca estuvo ligada a las iniciativas diplomáticas romanas. Iberia, arraigada arquitectónica y artísticamente en la cultura aqueménida, desde su establecimiento de la época helenística hasta la conversión de la corona, se embarcó en un nuevo proceso de varias fases que tardó siglos en completarse, abarcando la totalidad de los siglos V, VI y principios del VII, dando lugar a la aparición de una fuerte identidad georgiana.

## Cristianización por un Apóstol
Aunque Iberia abrazó oficialmente el cristianismo a principios del siglo IV, la Iglesia Ortodoxa Georgiana reclama el origen apostólico y considera a Andrés el Apóstol como el fundador de la iglesia georgiana, también apoyado por algunas fuentes del Imperio Bizantino. Ephrem Mtsire explica posteriormente el papel de  Santa Ninó con la necesidad del "segundo bautizo" de Iberia. Los artefactos arqueológicos confirman la difusión del cristianismo antes de la conversión del rey Mirian en el siglo IV. Algunos de los enterramientos del siglo III en Georgia incluyen objetos cristianos como  anillo de sello con una cruz y ichthys o «ancla y pez», lo que atestigua claramente su filiación cristiana. Esto puede significar que los iberos de clase alta habían abrazado el cristianismo mucho antes de su fecha de "cristianización oficial".

## Cristianización de la familia real
Según las Crónicas georgianas y la crónica Conversión de Kartli, una mujer de Capadocia,   Santa Ninó convirtió al cristianismo a la reina Nana y posteriormente al rey  Mirian III, lo que llevó al proceso de cristianización de todo el reino de Kartli y su gente. Rufino de Aquilea, Gelasio de Cesarea, Gelasio de Cízico, Teodoreto, Sócrates de Constantinopla y Sozomen, a quien Bacurio el Ibérico, un regio, un "pequeño rey" y comandante principal del emperador Teodosio I, sirvió como una de las fuentes de la conversión de los georgianos al cristianismo; todos tienen la narración similar de la tradición georgiana, lo único que difiere por estos autores  grecorromanos es que Nino es un cautivo romano sin nombre que fue llevado a Iberia. Según las fuentes georgianas, Nino era hija de Zabilón y Susana, una familia dotada de un vínculo directo pero improbable con Jerusalén. Cuando fue a Jerusalén a ver a su padre una vez preguntó si alguien sabía dónde estaba la Santa Túnica, le dijeron que se guardaba "en la ciudad oriental de Mtsjeta, un país de Kartli. Decidió ir a Iberia y finalmente llegó a las montañas de Javakheti tras cuatro meses de viaje, en junio. Se quedó dos días en el Lago Paravani y luego continuó su viaje hacia la ciudad real de Mtskheta. Cuando llegó a la capital, se encontró con la fiesta pagana celebrada para el dios Armazi con el rey Mirian participando en la ceremonia. Nino, conmocionada por el acontecimiento, se puso a rezar, lo que provocó el "viento severo" que destruyó la estatua pagana. Más tarde se le acercaron los asistentes de la reina Nana que sufría una grave enfermedad. Le pidieron que curara a la reina. La reina fue curada inmediatamente, y Nino convirtió a la reina a Cristo. Al enterarse de la curación de la reina, el rey quedó "muy sorprendido". En un principio se opuso a la nueva religión de su esposa hasta que él también se encontró con un milagro un día mientras  cazaba, cabalgaba y "miraba por encima de Uplistsikhe" a través de los bosques de la montaña Tkhoti cuando de repente se vio rodeado por una oscuridad amenazante del eclipse solar.

და დაშთა მეფე მარტო, და იარებოდა მთათა და მაღნართა შეშინებული და შეძრწუნებული. დადგა ერთსა ადგილსა და წარეწირა სასოება ცხოვრებისა მისისა. და ვითარცა მოეგო თავსა თჳსსა ცნობასა, და განიზრახვიდა ესრეთ გულსა თჳსსა: "აჰა ესე რა, ვხადე ღმერთთა ჩემთა და არა ვპოვე ჩემ ზედა ლხინება. აწ, რომელსა იგი ქადაგებს ნინო ჯუარსა და ჯუარცმულსა და ჰყოფს კურნებასა, მისითა მოსავობითა, არამცა ძალ ედვაა ჴსნა ჩემი ამის ჭირისაგან? რამეთუ ვარ მე ცოცხლივ ჯოჯოხეთსა შინა და არა უწყი, თუ ყოვლისა ქუეყანისათჳს იქმნა დაქცევა ესე, ანუ თუ ჩემთჳს ოდენ იქმნა. აწ, თუ ოდენ ჩემთჳს არს ჭირი ესე, ღმერთო ნინოსო, განმინათლე ბნელი ესე და მიჩუენე საყოფელი ჩემი და აღვიარო სახელი შენი, და აღვმართო ძელი ჯუარისა და თაყუანისვცე მას და აღვაშენო სახლი სალოცველად ჩემდა, და ვიყო მორჩილ ნინოსა სჯულსა ზედა ჰრომთასა.

Y el rey se quedó solo, y caminó por las colinas y los bosques asustado y aterrorizado. Se paró en un lugar y se desesperó por su vida. Y cuando recuperó la conciencia, y decidió para su corazón: "Así que esto es todo, tuve mi dios y no encontré ninguna alegría. Que el predicado por Nino, la cruz y el que fue crucificado y hace la curación, por su gloria - ¿no es lo suficientemente poderoso para salvarme de este problema? Como estoy animado en un infierno y no sé, como todo el mundo fue este destruido, o es sólo para mí. Deja, si esto es sólo para mí estar en problemas como este, oh Dios de Nino, ilumina la oscuridad y muéstrame el lugar de la mía y reconoceré tu nombre, y erigirá un pilar de la Cruz y lo respetará y construirá una casa para mí para orar, y será obediente a la fe de Nino de Roma.

Cuando, por fin, pidió ayuda a Cristo, el nuevo Dios de su esposa, la luz del día volvió inmediatamente. El rey bajó del caballo, levantó las manos hacia el "cielo del este" y dijo:

შენ ხარ ღმერთი ყოველთა ზედა ღმერთთა და უფალი ყოველთა ზედა უფალთა, ღმერთი, რომელსა ნინო იტყჳს.

Tú eres el Dios sobre todos los demás Dioses y el Señor sobre todos los demás Señores, Dios, que es proclamado por Nino.

Tras decir esto, el rey prometió de nuevo al nuevo Dios erigir "un pilar con una Cruz". Cuando regresó sano y salvo a la capital, saludado por su "reina y por toda la nación" de Kartli, el rey "gritó con fuerza" dónde estaba su "salvadora y madre, una dama extranjera", Ninó. Cuando se lo dijeron, se dirigió con su ejército directamente a ella. A instancias de Ninó, el rey puso los cimientos de una iglesia para conmemorar su nueva fe, el cristianismo. Según Movses Khorenatsi después de la conversión de Mirian, Nino "destruyó la imagen de Armazi, el dios del trueno". Cuando la iglesia estuvo terminada, el rey envió embajadores al emperador Constantino el Grande pidiéndole que enviara clérigos para ayudar a establecer la fe en el reino. 
Según Sozomen, al oír Constantino la noticia de la conversión cristiana de Iberia, "el emperador de los romanos quedó encantado, accediendo a todas las peticiones que se le hicieron". La fundación de la Iglesia ortodoxa georgiana y la difusión de una nueva religión en Kartli fueron posibles sobre todo gracias a las actividades de los reyes y la aristocracia. La principal actividad eclesiástica del rey Mirian en Mtskheta fue la construcción de la Catedral de Svetitsjoveli, según la tradición georgiana relacionada con la Santa Túnica de Jesús, traída por un piadoso judío llamado Elías, testigo presencial de la Crucifixión de Jesús, a Mtskheta desde Jerusalén en el siglo I. Sin embargo, el Monasterio de Samtavro, la iglesia del sepulcro del rey se construyó fuera de la ciudad. Esto recuerda la situación de los edificios de la iglesia de Constantino el Grande y su familia fuera del Imperio Romano pomerium. El sepulcro del primer rey cristiano georgiano estaba dentro de la iglesia, mientras que los sepulcros de los miembros de la dinastía constantiniana se encontraban en un mausoleo imperial propio cercano a la iglesia. Además, las iglesias constantinianas estaban dedicadas al culto de los mártires cristianos, mientras que en la historia más temprana de la iglesia georgiana no había mártires.
Tras la conversión y cristianización de la monarquía, los georgianos intensificaron sus contactos con Tierra Santa. Una Iberia precristiana había tenido una comunidad judía ya en tiempos de Nabucodonosor II y existían estrechas y profundas conexiones en la ideología ibérica de lo sagrado - con la santidad de Jerusalén. Esta fascinación ibérica por Jerusalén y Sión, es en gran medida anterior a las pretensiones de Georgia de "bizantinización" sin precedentes Bagrationi monarcas de haber descendido directamente del rey David. Iberia al tener una conexión directa con Jerusalén, ya tenía varios monasterios allí. Fue en Jerusalén donde Rufino conoció a Bacurio, y a finales del siglo IV se fundó allí un monasterio georgiano. Durante el reinado de  Vajtang I, el héroe-rey georgiano, la iglesia georgiana recibiría el rango de Catholicos y sería reconocida autocéfala por la Iglesia de Antioquía.

## Cristianización rural
A pesar del entusiasmo real por la nueva religión, y de su adopción en los círculos de la corte, el cristianismo arraigó lentamente en los distritos rurales del reino. Nino y su séquito se encontraron con la hostilidad de los montañeses que habitaban las laderas del sureste de las Montañas del Cáucaso, pero finalmente, fueron persuadidos de entregar sus ídolos. También surgió resistencia dentro de la comunidad judía de Mtskheta. Los primeros pasos en la cristianización de la campiña ibérica se produjeron a finales del siglo V y principios del  VI, cuando tras ello, en el plazo de una generación, las tradiciones monásticas indígenas echaron raíces profundas, y facilitaron la propagación de la fe cristiana en las regiones más periféricas de Kartli. En algún momento de los años 530 o 540, trece padres asirios llegaron a Mtskheta, cuya actividad se traduciría en el establecimiento de unos dieciséis monasterios y otras iglesias por toda Georgia, muchos de cuyos cimientos del siglo VI aún pueden observarse en la actualidad.

## Fecha de cristianización

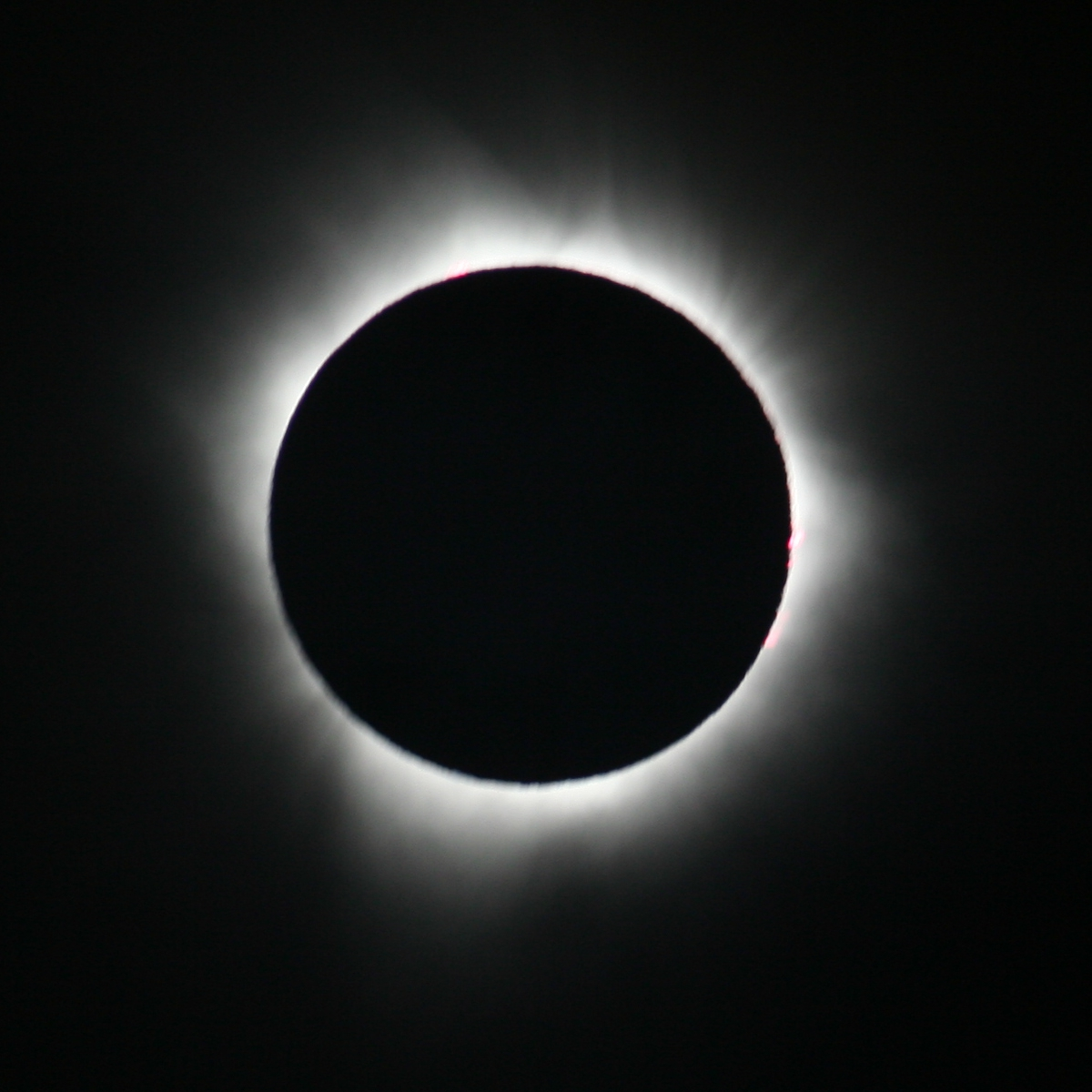
Eclipse solar del 11 de julio de 2010, visto en su totalidad desde la Polinesia Francesa.

Las estimaciones de la fecha de conversión por parte de los historiadores han variado durante gran parte del largo reinado del rey Mirian. Las fechas propuestas por los estudiosos extranjeros y georgianos son las siguientes AD 312, 317, 318, 320, 323, 325/6/7/8, 330/1/2/3/4/5/6/7. La fecha de la conversión de Iberia, que en su día fue ampliamente aceptada, el año 337, es hoy en día la preferida por muchos estudiosos para el año 326, posiblemente un "tercer domingo después de Pascua" según John Zosimus, que fue el 1 de mayo, el año tradicionalmente celebrado por la Iglesia Ortodoxa Georgiana.
Aparte de los historiadores, la conversión de Iberia es de mayor interés durante décadas de debates, para los estudiosos de la astronomía - que sostienen que hay una alta posibilidad de que el eclipse total de sol del año 319 d. C., el 6 de mayo sea la fecha exacta de la conversión georgiana, un eclipse que llegó al este de Georgia, y esta "hipótesis del eclipse" no es nueva. Un eclipse por modelo ΔT≈7500 con ángulo azimutal solar siendo de unos 290° haría que el rey y sus compañeros de caza -o séquito real- presenciaran la totalidad del mismo, pero no la gente del pueblo cercano. Las condiciones de visibilidad para el rey en la montaña Tkhoti podrían haber sido similares a las del Eclipse solar del 11 de julio de 2010 visto al atardecer desde el terreno montañoso de la Patagonia. Durante el eclipse del año 319 d. C., los observadores que se encontraban a menor altura cerca de Mtskheta, habrían visto cómo el cielo se oscurecía prematuramente y luego era ligeramente más brillante, sin que el Sol volviera a aparecer sobre el horizonte. En elevaciones cercanas más altas, como donde podría haber estado el rey, la totalidad de un eclipse podría haber sido un espectáculo notable. L. V. Morrison y F. R. Stephenson según su modelo geofísico ΔT≈7450±180°, no contradicen este escenario y una posibilidad intrigante, pero sigue siendo una cuestión abierta si los relatos escritos antiguos y medievales son dignos de confianza, si realmente se basan en hechos reales.
Según las Crónicas georgianas fue "un día de verano, el 20 de julio, un sábado".